# Directoraat-generaal Europese Civiele Bescherming en Humanitaire Hulp
Het directoraat-generaal Europese Civiele Bescherming en Humanitaire Hulp (DG ECHO), vroeger bekend als het Bureau voor humanitaire hulp van de Europese Gemeenschap, is de dienst van de Europese Commissie voor overzeese humanitaire hulp en civiele bescherming. 
Het directoraat-generaal coördineert het humanitaire programma van de Europese Unie via het EU-mechanisme voor civiele bescherming.